# Lin Li (siatkarka)
Lin Li (chiń. 林莉; ur. 5 lipca 1992 w Fuqing) – chińska siatkarka, grająca na pozycji libero. Od sezonu 2019/2020 występuje w drużynie Guangdong Evergrande.

## Sukcesy reprezentacyjne
Mistrzostwa Świata Juniorek:
- 2011

Mistrzostwa Świata Kadetek:
- 2013[1]

Mistrzostwa Azji:
- 2015[2]

Puchar Świata:
- 2015[3], 2019

Igrzyska Olimpijskie:
- 2016

Volley Masters Montreux:
- 2017

Puchar Wielkich Mistrzyń:
- 2017

Liga Narodów:
- 2018, 2019

Igrzyska Azjatyckie:
- 2018

Mistrzostwa Świata:
- 2018

## Nagrody indywidualne
- 2016: Najlepsza libero finałowego turnieju Grand Prix
- 2016: Najlepsza libero Igrzysk Olimpijskich w Rio de Janeiro